# Camon (Ariège)
Camon település Franciaországban, Ariège megyében. Lakosainak száma 152 fő (2022. január 1.). Camon Belloc, Lagarde, Montbel, Saint-Quentin-la-Tour, Corbières és Sonnac-sur-l’Hers községekkel határos.

## Népesség
A település népességének változása:
| Lakosok száma | 147  | 110  | 125  | 160  | 152  | 143  | 143  | 147  | 149  | 152  |
|               | 1968 | 1982 | 1990 | 2006 | 2013 | 2015 | 2017 | 2019 | 2020 | 2022 |